# Many a Slip
Many a Slip es una película norteamericana dirigida por Vin Moore en 1931 centrada en la pregunta de si una mujer está o no embarazada.

## Argumento
A falta de argumento

## Reparto
- Joan Bennett como Pat Coster.
- Lew Ayres como Jerry Brooks.
- Slim Summerville como Hopkins.
- Ben Alexander como Ted Coster.
- Virginia Sale como Smitty.
- Roscoe Karns como Stan Price.
- Vivien Oakland como Emily Coster.
- J.C. Nugent como William Coster.